# La rivoltella di Maigret
La rivoltella di Maigret (titolo originale francese Le revolver de Maigret) è un romanzo di Georges Simenon con protagonista il commissario Maigret.
Il romanzo è stato scritto alla tenuta Shadow Rock Farm di Lakeville (Connecticut), negli Stati Uniti d'America, dal 12 al 20 giugno 1952, pubblicato per la prima volta in Francia nel settembre dello stesso anno presso l'editore Presses de la Cité.
È il quarantesimo romanzo dedicato al celebre commissario.

## Trama
Alain Lagrange, giovanotto nervoso e preoccupato, si reca a casa di Maigret per parlargli, ma il commissario non c'è e vuole aspettarlo. Dopo qualche minuto però se ne va, rubando una Smith & Wesson 45 special che era stata regalata al commissario dall'FBI e che lui non aveva mai usato. La stessa sera il commissario, a cena dai Pardon, scopre che il padre del ragazzo, François, detto dagli amici "Bebé Cadum", era stato invitato alla cena ma non si era presentato. Il giorno dopo Maigret va a trovarlo, lo trova malato e preoccupato per il figlio, scomparso dal giorno prima. Dalla portiera però scopre che il giorno prima non era affatto malato, visto che ha trasportato un baule al deposito-bagagli della Gare du Nord.
Maigret fa aprire il baule e vi trovano il cadavere del deputato André Delteil. Lagrange si rifiuta di parlare. Cercando di evitare i giornalisti, invita il fratello del morto, Pierre, produttore cinematografico, a raggiungere Quai des Orfèvres, dove lo trattiene a lungo per smontarne l'aggressività. Intanto Alain è stato visto in boulevard Richard-Wallace, dove Maigret scopre che vi abitava Jeanne Debul, in passato amante del padre del ragazzo e recentemente partita per Londra. Qui viene raggiunta da Maigret, che nel frattempo ha scoperto che anche Alain è partito per la città inglese. Lei si finge innocente e inconsapevole di tutta la faccenda, ma Maigret trova anche Alain, sconvolto, nascosto e che si preparava a ucciderla.
Una volta calmato, il ragazzo aiuta con la sua confessione a ricostruire i fatti. La spiegazione di tutto risiede nel fatto che lei teneva sotto ricatto il deputato e altri personaggi noti, usando Lagrange, che l'ama ancora, come intermediario per raccogliere i soldi. Il padre però, nel desiderio di cambiare vita e forse di liberarsi anche di lei, pensa di approfittare della situazione per sé, chiedendo ancora di più. Delteil si rifiuta di pagare e durante il litigio viene ucciso, o forse un colpo è partito accidentalmente. Non si verrà mai a sapere, perché Lagrange simula la follia e anche provare la colpa di lei sarà difficile, ma prima o poi Maigret troverà il modo di arrestarla.

## Edizioni
Il romanzo è stato pubblicato per la prima volta presso l'editore Presses de la Cité nel settembre 1952.
In Italia è apparso per la prima volta nel 1957, tradotto da Lidia Ballanti e pubblicato da Mondadori nella collana "Il girasole. Biblioteca economica Mondadori" (n° 59). Sempre per lo stesso editore è stato ripubblicato in altre collane o raccolte tra gli anni sessanta e novanta (dal 1991 nella traduzione di Renata Baraldi). Nel 2003 il romanzo è stato pubblicato presso Adelphi, tradotto da Pia Cillario, nella collana dedicata al commissario (parte de "gli Adelphi", al n° 234).

## Film e televisione
Sono stati fatti due adattamenti del romanzo per la televisione:
- Episodio dal titolo The Revolver, facente parte della serie televisiva Maigret, trasmesso per la prima volta sulla BBC il 21 novembre 1960, con Rupert Davies nel ruolo del commissario Maigret.
- Episodio dal titolo Le Revolver de Maigret, facente parte della serie televisiva Les enquêtes du commissaire Maigret per la regia di Jean Brard, trasmesso per la prima volta su Antenne 2 il 17 aprile 1985, con Jean Richard nel ruolo del commissario Maigret.